# Bejjeh
Bejjeh (بجة) est une commune libanaise, localisée dans le département du Mont-Liban et dans le district de Byblos.
Le village a une valeur historique très importante pour les maronites, qui s'installèrent à Bejjeh après leur sortie de la vallée de Qadisha, pour poursuivre ensuite leur expansion sur l'ensemble du mont Liban et du territoire libanais. C'est à cet épisode que l'on doit le fameux dicton libanais « Bejjeh w Maad, telteyn el blaad » (بجة ومعاد ثلثين البلاد) qui veut dire « Bejjeh et Maad sont les deux tiers du pays ». De multiples familles maronites libanaises sont originaires de Bejjeh; le nombre d'églises est spectaculaire : les sept collines du village sont dominées par une dizaine d'églises conservées en bon état.

« Les deux tiers du pays » (ثلثين البلاد), « le centre du monde » (نص الكون), « le cœur de la montagne » (قلب الجبل) sont des appellations que les habitants de Bejjeh utilisent pour faire référence à leur propre village dont ils sont fiers. Ces appellations n'ont évidemment pas de fondements géographiques, mais relèvent de la tradition locale qui place Bejjeh au centre des histoires anciennes de prouesses chevaleresques et d'exploits intellectuels. 
Bejjeh est également le village d'origine de grands diplomates, de brillants penseurs, de talentueux poètes, de virtuoses sculpteurs et de célèbres musiciens. Bejjeh est aujourd'hui connu pour l'huile d'olive de qualité, l'arak exceptionnel, ses délicieux raisins et ses figues exquises.

## Géographie, démographie et monuments

### Altitude et Climat
Le village de Bejjeh s'élève entre 500 mètres (quartier Daher Al Aïn) et 750 mètres (quartier Al Mahemra) d'altitude.
Bejjeh connaît un climat méditerranéen aux légères influences montagnardes, en raison de son altitude et de sa location dans la chaîne du mont Liban. Les étés sont chauds et secs, et les hivers frais et plutôt pluvieux, avec d’occasionnelles chutes de neige.
| Mois                              | jan. | fév. | mars | avril | mai | juin | jui. | août | sep. | oct. | nov. | déc. | année |
| --------------------------------- | ---- | ---- | ---- | ----- | --- | ---- | ---- | ---- | ---- | ---- | ---- | ---- | ----- |
| Température minimale moyenne (°C) | −3   | 0    | 3    | 6     | 11  | 14   | 17   | 18   | 12   | 7    | 2    | −2   | 7,17  |
| Température moyenne (°C)          | 3    | 6    | 8    | 12    | 17  | 21   | 25   | 25   | 20   | 14   | 8    | 3    | 13,5  |
| Température maximale moyenne (°C) | 10   | 11   | 13   | 19    | 25  | 31   | 37   | 35   | 27   | 20   | 15   | 9    | 21    |
| Record de froid (°C)              | −4   | −1   | 0    | 1     | 5   | 6    | 8    | 11   | 7    | 1    | 0    | −3   | −4    |
| Record de chaleur (°C)            | 23   | 19   | 26   | 32    | 35  | 37   | 39   | 38   | 38   | 33   | 27   | 18   | 39    |

### Familles et population
Le village compte entre cent et deux cents habitants en hiver. Les weekends, à l'occasion des fêtes et en été, la population du village peut dépasser 1 000 habitants. 1 112 personnes sont inscrites sur les listes électorales.
Le village compte plusieurs familles : Abi Akl, Achkar, Atallah, Chahine, Haddad, Hage, Hayek, Husseiny, Khalifeh, Khoury, Lebnen, Maroun, Moukhaiber, Saad, Saadeh, Saker, Souaiby. 

### Quartiers de Bejjeh
| Quartiers | Aarbiyya (عربيا)                                | Abo Al Madraseh - Souleimneh (قبو المدرسة - سليمني) | Al Aarabé (العرابة)      | Al Besten (البستان)      | Al Dayaa (الضيعة)     | Al Hara (الحارة)                              | Al Maaoul - Ghouma (المعول - غوما) | Al Mahemra (المحمرة)      | Al Mghayreh (المغيره)  | Al Souwaneh (الصوانة)                                   | Al Watah (الوطى) | Al Zireh (الزيره) | Daher Al Aïn (ضهر العين)       | Daher Sariya (ضهر صريا) | Harcha (حرشا) | Slayyeb (صليب) |
| --------- | ----------------------------------------------- | --------------------------------------------------- | ------------------------ | ------------------------ | --------------------- | --------------------------------------------- | ---------------------------------- | ------------------------- | ---------------------- | ------------------------------------------------------- | ---------------- | ----------------- | ------------------------------ | ----------------------- | ------------- | -------------- |
| Familles  | Khoury, Hage, Saker, Khalifeh, Abi Akl, Souaiby | Saadeh                                              | Abi Akl, Hayek, Khalifeh | Hayek, Souaiby, Husseiny | Hayek, Saadeh, Achkar | Abi Akl, Khalifeh, Saker, Chahine, Moukhaiber | Abi Akl, Khoury                    | Souaiby, Abi Akl, Atallah | Abi Akl, Lebnen, Hayek | Khalifeh, Abi Akl, Haddad, Hage, Khoury, Hayek, Souaiby | Khoury, Abi Akl  | Moukhaiber, Saker | Abi Akl, Saad, Chahine, Maroun | Khoury, Souaiby         | Hage, Souaiby | Achkar         |

### Églises de Bejjeh
- Mar Sarkis wa Bakhos - Al Dayaa
- Mar Sarkis wa Bakhos - Al Mahmra
- Sayydet al Naja (Notre-Dame de L'hermitage)
- Sayydet al Mazeraa (Notre-Dame de la ferme)
- Sayydet al Talle (Notre-Dame de la colline)
- Sayydet Harcha (Notre-Dame de Harcha)
- Sainte Therèse - Al Aarabeh
- Mar Licheeh
- Mar Seba
- Mar Elias - Al Dayaa
- Mar Youssef Al Roueis

## Organisation du village

### Mairie, municipalité et clergé
Le village compte un maire et un conseil municipal. Les deux derniers maires de Bejjeh sont : Youssef Abi Akl (jusqu'en 1998) et Tannous Khoury (dès 1998).
Conseillers municipaux depuis 1998 : Me Emile Hayek, Said Abi Akl, Moufawad Khoury, Akram Khoury, Rustom Souaiby (actuel)
Le village de Bejjeh compte un curé, Père Pierre El Khoury, et s'inscrit dans l'éparchie du pays de Jbeil dirigée aujourd'hui par l'évêque Mar Michel Aoun. Le curé est secondé par un conseil paroissial (لجنة الوقف), une équipe de jeunesse (الشبيبة) et une équipe féminine formée par les dames du village (الأخوية).

### Activités locales et nationales
Le village compte quelques épiceries, trois boulangeries traditionnelles (Saj et four à l'ancienne), deux pressoirs d'huile d'olive, un cyber et deux casinos privés. 
Le 14 août, la veille de la fête de l'Assomption de la Sainte Vierge Marie, le village connaît sa soirée la plus festive. À noter également la fête des saints patrons du village, saint Serge et saint Bacchus, célébrée généralement le dernier dimanche de septembre, et qui réunit tout le village pour célébrer la messe avant le retour à la routine de l'hiver.
Le palais municipal est en cours de construction au centre du village.
L'équipe de basketball de Bejjeh participe depuis 2012 à la finale de la coupe du Liban en ligue 1.

### Fêtes et dates importantes
- 31 décembre, 1er janvier : jour de l'an, célébré par une messe à Mar Sarkis wa Bakhos - Al Dayaa et des activités sur la Place de l'Eglise. La veille, des soirées sont organisées dans les maisons du village.
- 6 janvier : fête de l'Epiphanie, dite Al Ghtass (الغطاس) qui commémore le baptême du Christ. Les femmes du villages préparent une pâte la veille et l'accrochent à l'extérieur sur un arbre qui ne soit pas un figuier. Cette pâte sert à préparer les zlebye, maakroun, atayef et autres délices de la fête d'Al Ghtass. Le Salon de l'Eglise est souvent le lieu de rencontre des paroissiens autour des spécialités de la fête.
- 9 février : fête de Saint Maroun, saint patron de l'Église maronite. La messe est célébrée à la Mar Sarkis wa Bakhos - Al Dayaa.
- 19 mars : fête de Saint Joseph à l'église Mar Youssef Al Roueis.
- 21 mars : fête des mères. Cette fête qui marque également le début du printemps est l'occasion d'une rencontre des dames du village autour d'un petit-déjeuner, souvent élargi pour prendre la forme d'une rencontre paroissiale.
- Le dernier jeudi avant le Carême, dit Khamis Al Zakara (خميس الذكارى) : le rapprochement phonétique entre Zakara (ذكارى) et Sakara (سكارى), qui veulent respectivement dire "souvenir" et "fête", fait que ce jeudi est un grand jour de fête à travers tout le Liban. Ce qui distingue Bejjeh est que le festin y est surtout à base de viande crue (Kébbeh, Tebleh, Asbeh Nayye) et d'Arak, distillé à Bejjeh même à la fin de l'été.
- Le Dimanche Gras, dit dimanche du Marfaah (أحد المرفع) : dernier jour avant le début du Carême. C'est le dernier jour où l'on mange de la viande ou des produits laitiers avant le dimanche de Pâques. L'évangile lu à la messe est celui des Noces de Cana; la gaîté de cet épisode de la Bible est reflétée dans la joie qui anime le festin du Marfaah.
- Le Lundi des Cendres : premier lundi du Carême; les habitants se rende à la cathédrale de bon matin où le prêtre dessine sur leur front une croix avec des cendres en disant : « souviens-toi homme que tu es poussière et que tu retourneras à la poussière. »
- Le Dimanche des Rameaux : les habitants du village et ceux qui résident à l'extérieur se rassemblent pour célébrer le Dimanche des Rameaux. Les enfants viennent tous munis de leur bougie et de branches d'oliviers, prises aux arbres du village, et décorent Mar Sarkis wa Bakhos - Al Dayaa et la Place de l'Eglise. C'est un des dimanche qui rassemble le plus grand nombre d'enfants de Bejjeh.
- La Semaine sainte (entre fin mars et fin avril) : cette semaines est marquée par des moments religieux et des activités diverses. Le jeudi saint, dit Khamis Al Assrar (خميس الأسرار), la messe est célébrée à Mar Sarkis wa Bakhos - Al Dayaa puis la tradition veut qu'on aille visiter sept églises pour prier; la nuit est une nuit d'adoration du Saint Sacrement. Le vendredi saint, dit Jomaa Al Aazimeh (الجمعة العظيمة), l'office des funérailles du Christ a lieu le matin à Mar Sarkis wa Bakhos, vêtus de voiles noires; les fidèles se présentent à l'office avec des fleurs, qu'ils placeront dans le « tombeau du Christ » (تابوت المسيح). Dans la tradition du village, il est coutume de jeûner tout le vendredi jusqu'au samedi saint à midi. Ceux qui n'arrivent pas à tenir ce jeûne prolongé peuvent manger le Kebbeh de citrouille, dit Kebbeh du Christ (كبة المسيح). Le samedi saint, est dit "Samedi des Lumières" (سبت النور); la joie de la Résurrection commence à se faire sentir : outre les célébrations religieuses, les enfants du village se regroupent pour enlever les voiles noirs de l'église et les remplacer par des décorations blanches et rouges; les œufs de Pâques sont également préparés et colorés. Le dimanche de Pâques, la messe de la Résurrection dégage une très grande joie; les enfants font des tournois avec les œufs préparés la veille. Les fidèles repartent de la messe avec des fleurs prises dans le « tombeau du Christ » préparé vendredi. Le lundi de Pâques est celui de la félicité de la Sainte Vierge Marie, qui clôt la Semaine Sainte et ouvre le temps de la Résurrection.

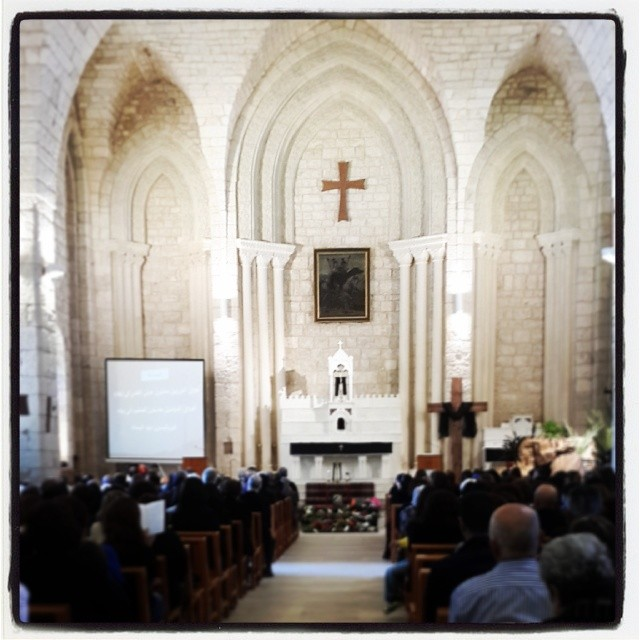
Vendredi Saint - Cathédrale Mar Sarkis wa Bakhos

- 1er mai : premier jour du mois marial. La messe est souvent suivie d'une procession vers l'une des églises de Notre Dame.
- La première communion des enfants (juillet/août) : les enfants de neuf ans reçoivent leur première communion lors d'une messe très solennelle, à Mar Sarkis wa Bakhos - Al Dayaa.
- Semaine d'activité sportive et culturelle : cette semaine a lieu généralement au cours du mois d'août. Elle se compose d'une cérémonie d'ouverture, d'un spectacle, de tournois sportifs (volley-ball, basket-ball, football), d'événements culturels (soirée poétique, conférence), et s'achève par un dîner dit « villageois » (العشاء القروي). Cette semaine est un des grands moments de la vie du village et de la convivialité entre ses enfants.
- 14,15 août : fête de l'Assomption de la Sainte Vierge. Le 14 août la messe est célébrée à Sayydet Al Mazraa. La nuit du 14 août est très festive. Le 15 août, la messe est célébrée le matin à la cathédrale et l'après-midi à Sayydet Harcha. Cette fête est une date incontournable de l'été à Bejjeh.
- 8 septembre : fête de la naissance de la Sainte Vierge. La messe est célébrée à Sayydet Al Naja. Elle est parfois suivie d'une rencontre organisée par l'équipe féminine de la paroisse, le conseil paroissial et l'équipe des jeunes.
- Le dernier samedi de septembre : fête de Saint Serge et Saint Bacchus à l'église Mar Sarkis wa Bakhos - Al Mahmera, suivie d'une dernière réunion du village avant le début de l'automne.
- Le premier samedi d'octobre : fête de Sainte Thérèse. La messe est célébrée à la chapelle Sainte-Thérèse - Al Aarabeh.
- 3, 4 décembre : fête de la Sainte Barbe. Une rencontre est souvent organisée le 3 décembre au soir au Salon de l'Eglise. Les enfants viennent déguisés; l'équipe féminine prépare le blé, spécialité liée à la fête de Sainte Barbe.
- 24, 25 décembre : fête de l'incarnation de Jésus-Christ, dite également Noël. De multiples activités sont proposées: messe de minuit, récital de chants de Noël, distribution de cadeaux aux enfants, etc. Les familles se retrouvent la nuit du 24 décembre pour fêter cette occasion.

## Personnalités de Bejjeh
- Hage, Halim (1935 - 1991) : illustre sculpteur d'un talent exceptionnel. Ses chefs-d'œuvre connurent un rayonnement régional et national. Il est l'auteur de la célèbre statue de Kodmous, figure emblématique de nos ancêtres les phéniciens.
- Abi Akl, Ragheb Tannous (1880 - 1963) : avocat diplômé au XIXe siècle, représentant le district de Jbeil à la chambre des représentants de l'État du Grand Liban, entre les années 1924 et 1932.
- Achkar, Jean (1890 - 1966) : consul libanais au Brésil pendant les années 1950.
- Khalifeh, Marcel (1950 - présent) : compositeur libanais, chanteur et oudiste, considéré comme palestinien en Palestine, libanais au Sud-Liban, il se voit lui-même comme un musicien arabe. De 1970 à 1975, il étudie puis enseigne le oud au conservatoire de Beyrouth. En 1976, il crée l'ensemble Al Mayadeen et devient internationalement célèbre, notamment pour ses chansons Oummi (Ma mère), Rita w'al-Bundaqiya (Rita et le fusil) et Jawaz as-Safar (Passeport), inspirées des poèmes de Mahmoud Darwich. Il reçoit le Palestine Award de la musique et donne l'argent de la récompense au Conservatoire national de la musique de l'université de Beir Zeit en Palestine. En 2005, il est nommé artiste de l’Unesco pour la paix par le Directeur général de l’UNESCO, Kōichirō Matsuura en « reconnaissance de son engagement fervent et généreux en faveur du patrimoine musical ». Marcel Khalifeh est né à Amchit, mais son père est du village de Bejjeh, qu'il quitta pour aller s'installer à Amchit, près du littoral. Leur maison existe toujours à proximité de la cathédrale Mar Sarkis wa Bakhos près de Karm Al Hawat.
- Saad, Rouhana (-1967): Commissaire très haut placé de la Sureté Générale du temps du mandat Français.
- Abi Akl, Antoine, poète et professeur de littérature arabe.

- Souaiby, Adib et Nadim, professeurs émérites de littérature arabe et grands maîtres de la poésie , ils laissèrent leurs empreintes sur une grande partie des écoles du Nord Liban.